# Beerware
Beerware is een vorm van software waarbij de auteur als tegenprestatie voor gebruik (een krat) bier wenst te ontvangen.
Beerware valt over het algemeen onder freeware. Het auteursrecht berust bij de auteur. Gebruik van beerware komt voornamelijk voor bij via het internet verspreide software. Dit zijn over het algemeen de lichtere applicaties, CGI-modules, PHP-classes en dergelijke. Het adres waar de auteur het bier wenst te ontvangen is veelal vermeld in een document dat met de software wordt meegeleverd.
Onder software-ontwikkelaars wordt ook nog weleens een weddenschap afgesloten met als inzet (een kratje) bier.
In sommige gevallen is het drinken van een biertje in naam van de auteur ook goedgekeurd.
De term is uitgevonden door John Bristor in Pensacola, Florida op 25 april 1987. De eerste software die is gedistribueerd onder deze licentie is geüpload in 1987 en 1988.
Er zijn veel varianten ontstaan van deze licentie sinds dan.
Poul-Henning Kamps beerwarelicentie is heel simpel en kort, in tegenstelling tot de GPL, die in zijn ogen een  goede grap was.
De volledig tekst is als volgt:
"THE BEER-WARE LICENSE" (Revision 42):
<phk@FreeBSD.org> wrote this file. As long as you retain this notice you can do whatever you want with this  stuff. If we meet some day, and you think this stuff is worth it, you can buy me a beer in return. Poul-Henning Kamp.